# Judy Tyler
Judy Tyler (ur. 9 października 1932, zm. 4 lipca 1957) – aktorka amerykańska. Pochodziła z rodziny o tradycjach showbiznesowych. Już jako mała dziewczynka uczęszczała na lekcje tańca i aktorstwa. Jej kariera rozpoczęła się od występów w dziecięcym programie "Howdy Doody", gdzie grała księżniczkę. Niedługo potem zaczęła występować w chórze. Występy przerwała z powodu otrzymania roli w musicalu "Pipe Dream". Za rolę dostała nominację do Tony Award dla Najlepszej Aktorki Drugoplanowej. Judy stając się relatywnie znaną wykorzystała swą szansę i wyjechała do Hollywood, gdzie otrzymała dwie role w filmach:
- "Bop Girl Goes Calypso" i
- "Więzienny rock" obok Elvisa Presleya.

## Śmierć
Trzy dni po zakończeniu zdjęć do filmu Więzienny rock wyjechała wraz ze swym mężem na wakacje. Krótko po wyjeździe, na trasie doszło do wypadku ich samochodu – mąż zmarł tego samego wieczoru, natomiast Judy zmarła rankiem następnego dnia.
Spoczywa wraz z mężem na cmentarzu Ferncliff w Hartsdale, Nowy Jork, USA. Elvis Presley, który partnerował jej w ostatniej produkcji był podobno tak załamany jej śmiercią, że nigdy nie obejrzał ich wspólnego filmu. Była dwukrotnie zamężna:
- z Colinem Romoffem (1950 – 1956) (rozwód) oraz
- z Gregorym LaFayette (17 marca 1957 – 3 lipca 1957)